# Megalaia
Megalaia (Meghalaya) é um dos estados da Índia. Foi criado em 2 de Abril de 1970 como estado autónomo do estado de Assão. Em 21 de Janeiro de 1972 tornou-se independente de Assão e membro da federação. Além do Estado do qual se desmembrou, a norte e leste, sua única fronteira é com Bangladexe, a sul e oeste.
Megalaia, que significa a "Morada das Nuvens", é também famosa pelo culto ao riso, o qual, segundo a Al Jazira, é "um fenômeno social". Por conta disso, os habitantes da província costumam colocar nomes engraçados nos seus filhos, como Anestesia, pelo simples fato de terem presenciado alguém falar essa palavra no hospital. 

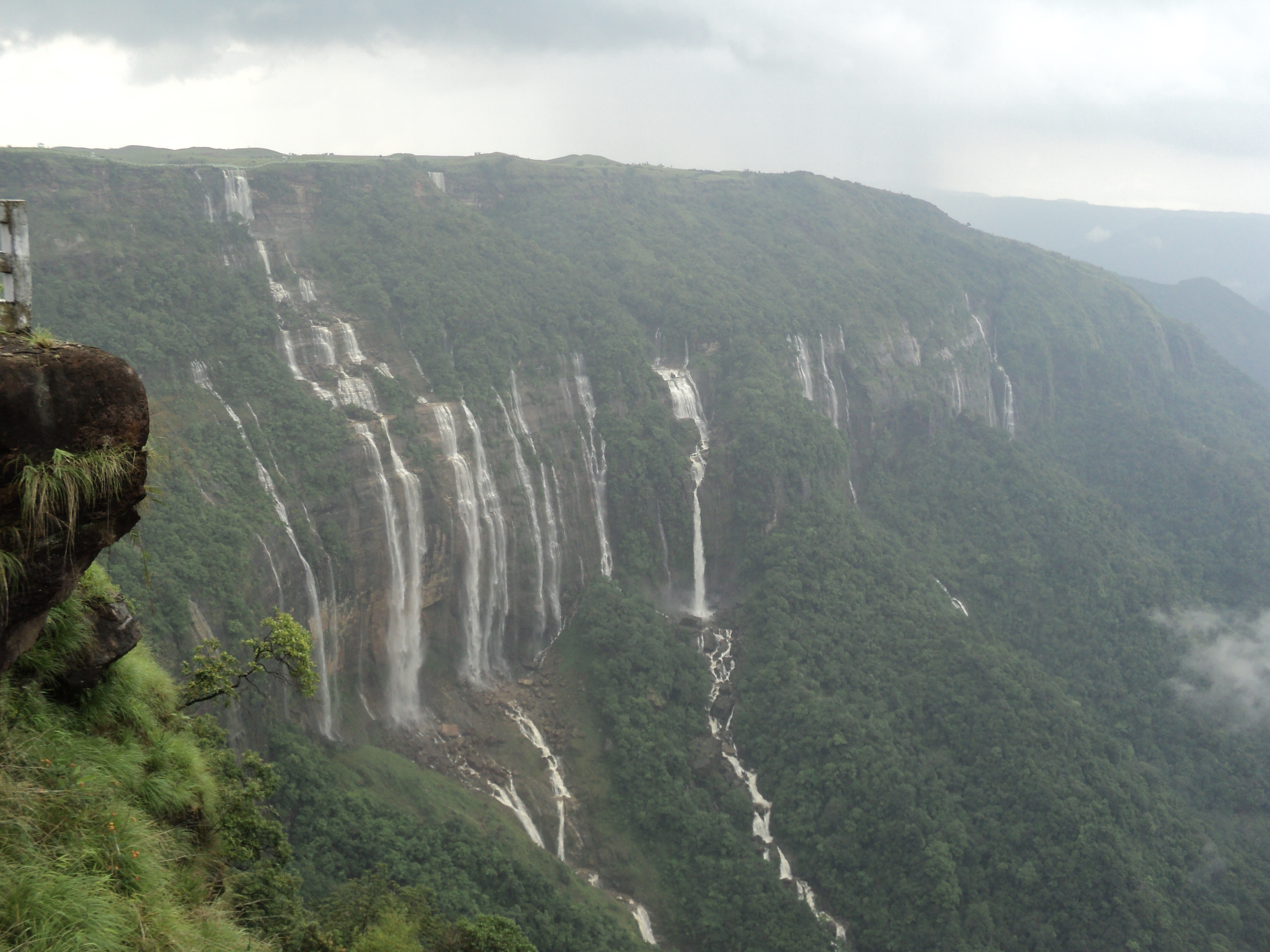
Cachoeira 7 irmãs, Cherrapunji